# Stary Majdan (gmina Rejowiec)
Stary Majdan – wieś w Polsce, położona w województwie lubelskim, w powiecie chełmskim, w gminie Rejowiec.
W latach 1975–1998 miejscowość należała administracyjnie do województwa chełmskiego. 
Wieś stanowi sołectwo gminy Rejowiec. Według Narodowego Spisu Powszechnego (III 2011 r.) liczyła 117 mieszkańców i była dziewiętnastą co do wielkości miejscowością gminy Rejowiec.

## Części wsi
| SIMC    | Nazwa       | Rodzaj    |
| ------- | ----------- | --------- |
| 1026295 | Huta        | część wsi |
| 0105733 | Klementynów | część wsi |

## Historia
W 1884 r. nazwę wsi podawano jako Majdan Stary. Od 1982 r. obowiązuje nazwa Stary Majdan.

## Urodzeni w Starym Majdanie
- Alicja Kargulowa – (ur. 2 czerwca 1936) – pedagog, andragog, profesor na Uniwersytecie Zielonogórskim[10]